# Nico Muhly

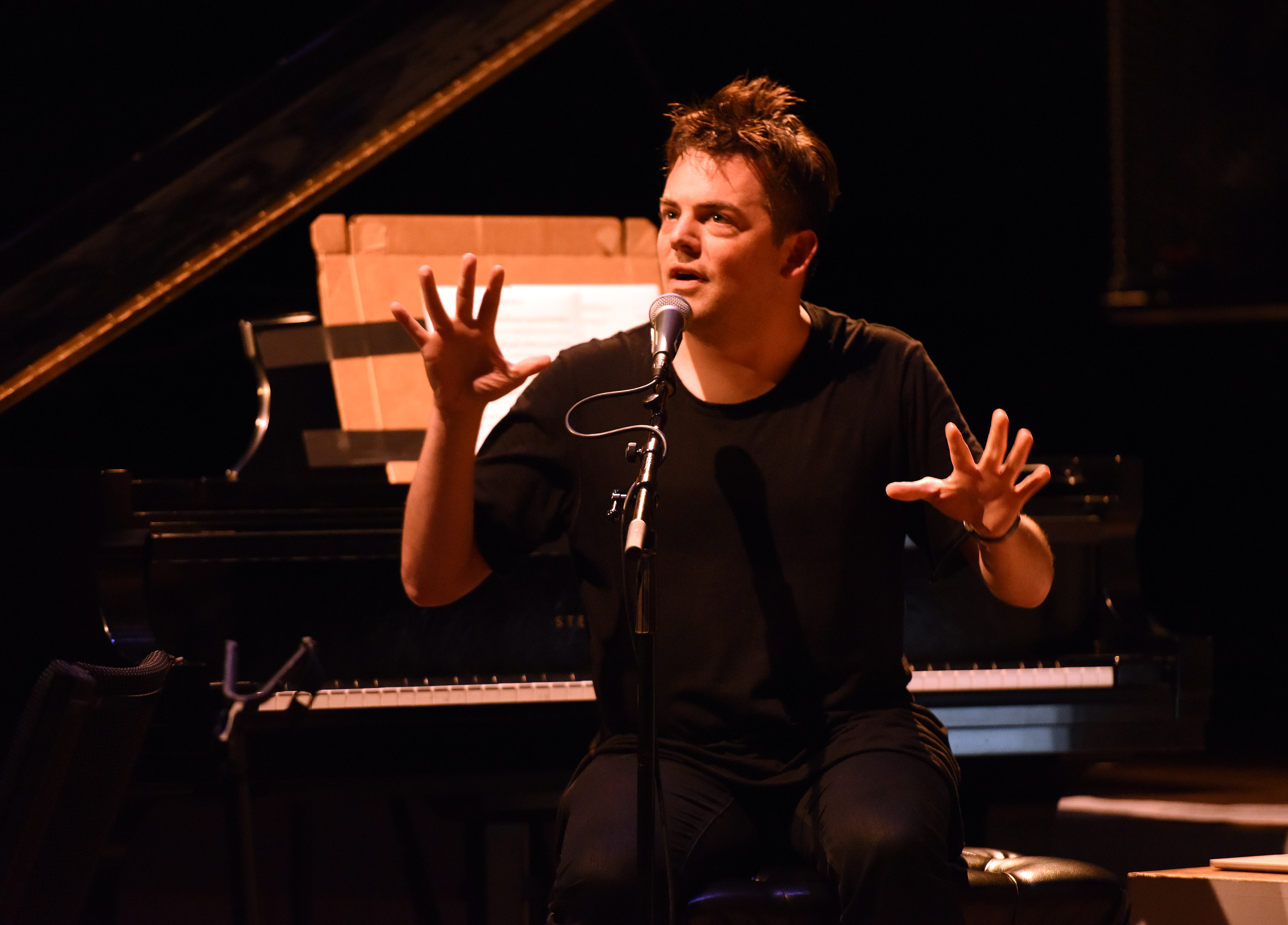
Nico Muhly, 2014

Nicolas „Nico“ Asher Muhly (* 15. August 1981 in Randolph, Vermont) ist ein US-amerikanischer Komponist und Pianist.

## Leben
Muhly absolvierte ein Studium der Anglistik an der Columbia-University, bevor er Komposition an der Juilliard School bei John Corigliano und Christopher Rouse studierte. Er beendete sein Studium mit einem Master-Abschluss und arbeitete sechs Jahre als Programmierer, Editor und Dirigent für Philip Glass. Mit erst 27 Jahren erhielt er den Auftrag für die Filmmusik des mit mehreren Oscars ausgezeichneten Films Der Vorleser zu komponieren.  Seine Oper Two Boys wurde an der Metropolitan Opera in New York, die Oper Marnie an der English National Opera
in London uraufgeführt.
Muhly hat mehr als hundert Orchesterwerke, Werke für Soloinstrumente, Lieder und Chorsätze, Kammermusik, Ballettmusik, drei Opern und Filmmusik komponiert. Er wurde von einer Reihe von Opernhäusern und Orchestern mit Kompositionen beauftragt, u. a. der Metropolitan Opera, dem Lincoln Center Theater (New York), der English National Opera, der Opera Philadelphia, der Opéra Garnier, der Music Theatre Group (New York), der Gotham Chamber Opera (New York), dem American Symphony Orchestra, den New York Philharmonic und dem Chicago Symphony Orchestra. Außerdem hat er mit Musikern unterschiedlicher Stilrichtungen zusammengearbeitet, u. a. mit Sam Amidon, Antony and the Johnsons, Ólafur Arnalds, Björk, Bruce Brubaker, Ben Frost, Philip Glass, den Grizzly Bears, Glen Hansard, Teitur Lassen, Alexi Murdoch, Sigurðsson, Usher.
Muhly ist Mitglied des Icelandic music collective/recording label Bedroom Community. Er lebt in Chinatown in New York City.

## Preise und Auszeichnungen
- 2009: World Sound Track Award (Discovery of the Year) für Der Vorleser[5]
- 2018: Nominierung von Howards End (Miniserie) für den Hollywood in Music in Media Award (HMMA) in zwei Kategorien[6]

## Werke (Auswahl)

### Oper
- 2010 Dark Sisters
- 2011 Two Boys
- 2017 Marnie

### Ballettmusik
- 2007: From Here on Out;  Auftragsarbeit für das American Ballet Theatre, Choreografie Benjamin Millepied, Premiere am 26. Oktober 2007, New York City Center[7]
- 2008: Triade; Auftragsarbeit für die Opéra National de Paris,  Choreografie Benjamin Millepied, Premiere am 21. April 2010[8]
- 2010: One Thing Leads to Another; Auftragsarbeit für das Dutch National Ballet;  Premiere am 15. Oktober 2010[9]
- 2012: Fast Changes; Auftragsarbeit für das Royal Ballet, Choreografie Benjamin Millepied, Premiere am 14. Juli 2012, Royal Opera House, London[10]
- 2015: Clear, Loud, Bright, Forward;  Choreografie Benjamin Millepied, Premiere am 25. September 2015 im Palais Garnier, Paris[11]

### Chormusik
- 2023: An Habitation of Thy Love[12]
- 2023: On All Things
- 2023: Southwark Service (Magnificant and Nunc dimittis)
- 2023: Sidney Responses (Preces & Responses)
- 2023: Missa brevis
- 2023: Fallings
- 2023: One Star
- 2023: Above the Heavens
- 2023: Stillness

### Filmografie
- 2006: Wonder Showzen
- 2007: Joshua – Der Erstgeborene (Joshua)
- 2008: Der Vorleser (The Reader)
- 2009: Felicitas
- 2011: Margaret
- 2013: Kill Your Darlings – Junge Wilde (Kill Your Darlings)
- 2015: Ich und Earl und das Mädchen (Me and Earl and the Dying Girl)
- 2017: How to Talk to Girls at Parties
- 2017: Howards End (Miniserie, 4 Episoden)
- 2018: The Seagull – Eine unerhörte Liebe (The Seagull)
- 2020: Der Fall 9/11 – Was ist ein Leben wert? (Worth)
- 2021: The Humans
- seit 2022: Pachinko – Ein einfaches Leben (Fernsehserie)